# Suberites sericeus
Suberites sericeus är en svampdjursart som beskrevs av Thiele 1898. Suberites sericeus ingår i släktet Suberites och familjen Suberitidae.
Artens utbredningsområde är havet kring Japan. Inga underarter finns listade i Catalogue of Life.